# 韋利科耶湖 (克列皮基區)
55°13′52″N 40°09′54″E / 55.231004°N 40.164955°E
韋利科耶湖（俄语：Великое），是俄羅斯的湖泊，位於該國西北部，由梁贊州負責管轄，處於克列皮基區，長10公里、寬4.5公里，面積20.4平方公里，海拔高度113米。